# Округ Лејк ов Вудс (Минесота)
Лејк ов Вудс (енгл. Lake of the Woods County) је округ у америчкој савезној држави Минесота.

## Демографија
По попису из 2010. године број становника је 4.045, што је 477 (-10,5%) становника мање него 2000. године.
| Група             | 2000.         | 2010.         |
| Белци             | 4.373 (96,7%) | 3.863 (95,5%) |
| Афроамериканци    | 13 (0,3%)     | 14 (0,3%)     |
| Азијати           | 11 (0,2%)     | 33 (0,8%)     |
| Хиспаноамериканци | 29 (0,6%)     | 35 (0,9%)     |
| Укупно            | 4.522         | 4.045         |